# Đào Toàn Bân
Đào Toàn Bân (1308-1386, còn gọi Đào Toàn Mân, Đào Toàn Phú). Ông quê làng Song Khê, xã Song Khê, huyện Yên Dũng (nay là thành phố Bắc Giang, tỉnh Bắc Giang).Ông là một danh nhân khoa bảng tiêu biểu của quê hương Bắc Giang nhưng tới nay được ít người biết đến về thân thế, sự nghiệp và hành trạng. Các sách đăng khoa lục thống kê danh sách các vị đỗ đại khoa nước nhà dưới thời phong kiến đều bỏ sót tên ông. Cũng chính vì thế khi biên soạn tập sách "Các nhà khoa bảng Việt Nam", nhóm tác giả do Giáo sư Ngô Đức Thọ chủ biên cũng không nhắc tới cả trong phần bổ di và biệt lục.

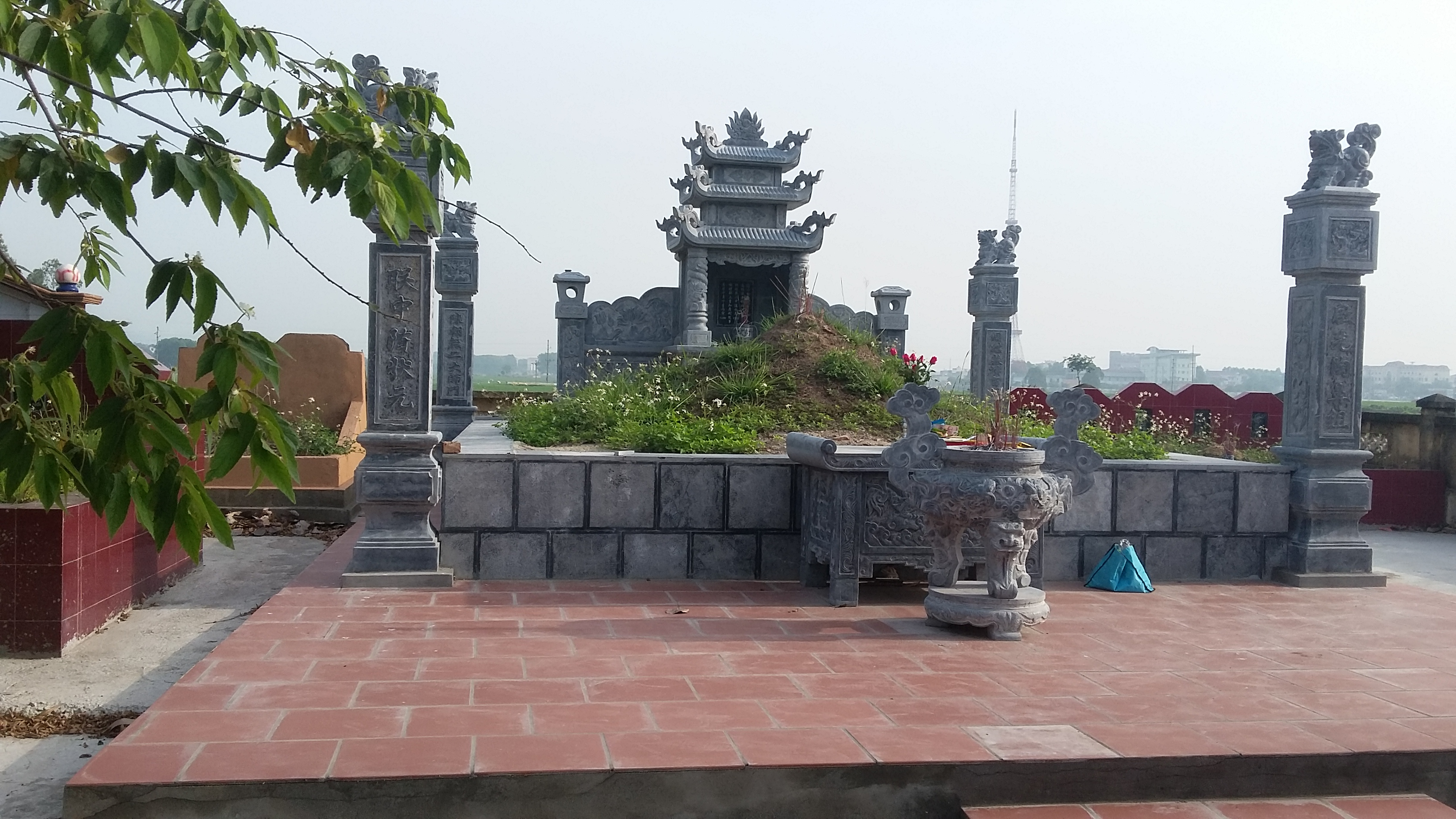
Lăng mộ của danh nhân văn hóa Đào Toàn Bân tại thành phố Bắc Giang

## Giới thiệu
Thuở nhỏ ông đã nổi tiếng thông minh, học giỏi, sách vở đọc qua một lần là thuộc. Người dân làng Song Khê chào đón và rất tự hào về ông - ông được xem là người đầu tiên mang vinh quang khoa bảng về quê, đồng thời là tấm gương động viên lớp hậu sinh noi theo học tập, tạo nên truyền thống hiếu học của vùng đất này cho đến ngày nay.
Theo cuốn gia phả họ Đào làng Song Khê và các tư liệu khác của dòng họ, được biết: cụ Đào Toàn Mân sinh năm Mậu Thân (1308) tại làng Song Khê, xã Song Khê, huyện Yên Dũng, tỉnh Bắc Giang (tên ngày nay). Năm Giáp Tý (1324) khi mới 16 tuổi dự kỳ thi Hương đỗ Hương cống. Và không hiểu vì lí do gì mà mãi 28 năm sau, khi đã 44 tuổi mới dự kỳ thi Thái học sinh khoa Đại Tỷ, năm Nhâm Thìn, niên hiệu Thiệu Phong thứ 12 (1352) triều Trần Dụ Tông đỗ Đệ nhị giáp Tiến sỹ. Thi đỗ được sơ bổ làm quan nhưng hiện nay chưa tìm được tư liệu phản ánh cụ thể việc này. Qua quốc sử được biết năm 1381 giữ chức Tri thẩm Hình viện sự. Năm 1384, khi đang làm quan ở cung Thiên Trường ông đã đột ngột qua đời, thọ 76 tuổi. Sau khi mất, thi hài được đưa về quê (Song Khê an táng). Mộ phần hiện nằm ở cánh đồng Bãi Trạng, thôn Lịm Xuyên, xã Song Khê. Đương thời làm quan được nhà vua hết sức yêu chiều, sủng ái, cho phép xây dựng hành dinh kế cận cung Thiên Trường, lại phong cho thái ấp để hưởng bổng lộc ở Cổ Lễ (Nam Định). Hiện nay ở Cổ Lễ vẫn tôn thờ ông làm thành hoàng vì có công khai khẩn đất hoang lập nên địa phương này.
Cũng thời gian cư quan nhậm chức ở đây, ông đã sinh ra Đào Sư Tích., sau này thi đỗ Trạng nguyên ở khoa thi Giáp Dần niên hiệu Long Khánh thứ 2 (1374). Về cuộc đời, sự nghiệp Tiến sỹ Đào Toàn Mân các tư liệu ghi chép chưa được đầy đủ. Chúng tôi xin dẫn vài tài liệu tiêu biểu, đáng tin cậy ghi chép về ông. Sách Đại Việt sử ký.... toàn thư (tập II, kỷ nhà Trần, quyển 8) cho biết: "Năm Tân Dậu (1381) tháng năm lấy Đào Sư Tích làm quan Nhập nội hành khiển, Hữu ty... lang trung. Cha Sư Tích là Toàn Mân làm quan chức Tri thẩm hình viện sự. Tấm bia "Kim bảng lưu phương" ở Văn miếu Bắc Ninh ghi chép về ông như sau: "Tiến sỹ triều Trần Đào Toàn Mân người xã Song Khê, huyện Yên Dũng, cha của Trạng nguyên Đào Sư Tích. Làm quan chức Tri Thẩm hình viện sự. Thấy quốc sử ghi có đền thờ ở Nam Chân... Thi đỗ nhị giáp Tiến sỹ khoa Đại Ty...". Dòng họ Đào ở Song Khê hiện còn lưu giữ cuốn gia phả ghi chép về ông chi tiết hơn: "Cao cao tổ húy tự là Toàn Mân, thi đỗ Đệ nhị giáp Tiến sỹ dưới triều Trần. Làm quan đến chức Tham tri Hình viện, Lễ bộ Thượng thư. Cụ sinh ra Đào Sư Tích, thi đỗ Đệ nhất giáp tiến sỹ cập đệ Đệ nhất danh (Trạng nguyên) khoa Giáp Dần niên hiệu Long Khánh triều Trần (1374). Làm quan chức Tư đồ đại hành khiển, sau được phong tước Mậu quốc công...". Như vậy, cuốn gia phả còn cung cấp cho chúng ta thêm lượng thông tin quý.